# Iłowo (gromada)
Iłowo – dawna gromada, czyli najmniejsza jednostka podziału terytorialnego Polskiej Rzeczypospolitej Ludowej w latach 1954–1972.

## Historia
Gromady, z gromadzkimi radami narodowymi (GRN) jako organami władzy najniższego stopnia na wsi, funkcjonowały od reformy reorganizującej administrację wiejską przeprowadzonej jesienią 1954 do momentu ich zniesienia z dniem 1 stycznia 1973, tym samym wypierając organizację gminną w latach 1954–1972.
Gromadę Iłowo z siedzibą GRN w Iłowie (w obecnym brzmieniu Iłowo-Osada) utworzono – jako jedną z 8759 gromad na obszarze Polski – w powiecie działdowskim w woj. olsztyńskim na mocy uchwały nr 12 WRN w Olsztynie z dnia 4 października 1954. W skład jednostki weszły obszary dotychczasowych gromad Iłowo, Janowo i Sochy ze zniesionej gminy Iłowo w powiecie działdowskim w woj. olsztyńskim oraz obszar dotychczasowej gromady Mławka ze zniesionej gminy Mława w powiecie mławskim w woj. warszawskim. Dla gromady ustalono 25 członków gromadzkiej rady narodowej.
1 stycznia 1956 gromadę włączono do powiatu mławskiego w woj. warszawskim.
1 stycznia 1958 do gromady Iłowo przyłączono obszar zniesionej gromady Białuty w tymże powiecie (bez wsi Napierki).
Gromada przetrwała do końca 1972 roku, czyli do kolejnej reformy gminnej. 1 stycznia 1973 – tym razem w powiecie mławskim w woj. warszawskim – reaktywowano gminę Iłowo-Osada (do 1954 jednostka nosiła nazwę gmina Iłowo i należała do powiatu działdowskiego w woj. olsztyńskim (1950–54), warszawskim (1945–50), warszawskim (1938-39) i pomorskim (1934-38), a od 1999 znajduje się ponownie w powiecie działdowskim w woj. warmińsko-mazurskim).